# مغامرون ليليون (مسلسل تلفزيوني)
مغامرون ليليون (بالإنجليزية Nightflyers) هو مسلسل خيال علمي أمريكي قادم سيعرض علي شبكة ساي فاي ، المسلسل مبني علي رواية قصيرة تحمل نفس الاسم كتبها جورج ر. ر. مارتن.

## الطاقم
- جودي تيرنر-سميث [1]
- غريتشن مول في دور الدكتور أجاثا ماثيسون
- أوين ماكين في دور كارل
- ديفيد اجالا في دور روي ايريس
- انجوس سامبسون في دور روان
- سام الإضراب في دور ثال
- مايا إشت في دور  لومي
- فيليب ريس في دور مورفي

## الإنتاج

### التطوير
في 2016، أعلنت شبكة ساي فاي أنها ستقوم بعمل مسلسل مغامرون ليليون مبني علي رواية جورج مارتن التي تحمل نفس الاسم، في 2017 أعلنت الشبكة أن المسلسل سيبني علي الفيلم الذي صدر في عام 1987. جورج مارتن لن يتدخل في المشروع نظرا لعقده الإحتكاري مع شكبة إتش بي أو.

## الإصدار
إنضمت شبكة نيتفليكس  إلى المسلسل كمنتج مشارك ، و ستقوم ببث المسلسل خارج الولايات المتحدة في نفس توقيت العرض الأصلي بالإضافة إلى حقوق بث الثانوية في الولايات المتحدة.

## روابط خارجية
- Nightflyers at Syfy
- مغامرون ليليون (مسلسل تلفزيوني) على موقع IMDb (الإنجليزية)
- مغامرون ليليون (مسلسل تلفزيوني) على موقع روتن توميتوز (الإنجليزية)
- مغامرون ليليون (مسلسل تلفزيوني) على موقع نتفليكس (الإنجليزية)
- مغامرون ليليون (مسلسل تلفزيوني) على موقع كينوبويسك (الروسية)
- مغامرون ليليون (مسلسل تلفزيوني) على موقع ألو سيني (الفرنسية)
- مغامرون ليليون (مسلسل تلفزيوني) على موقع قاعدة بيانات الفيلم (الإنجليزية)